# 재건 개혁교회

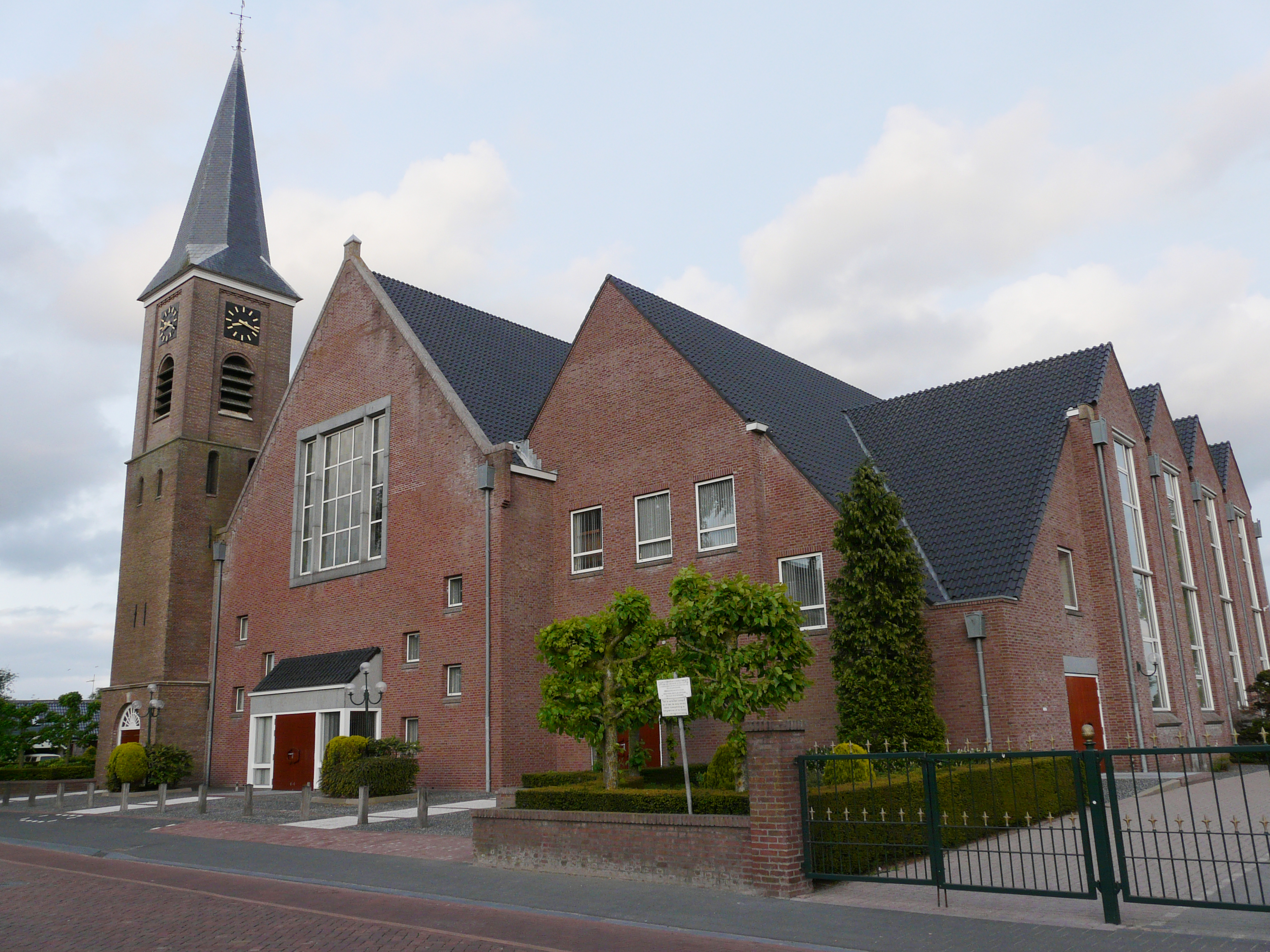
HHK 스타퍼스트 (2300 석)

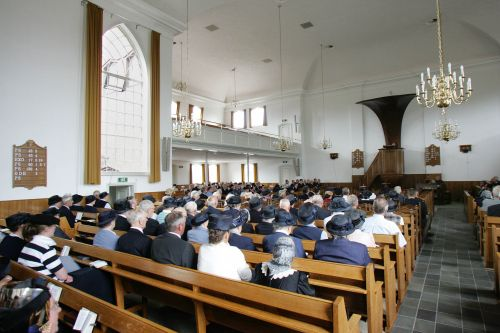
Headcovering 의 재건 개혁 교회에 Doornspijk

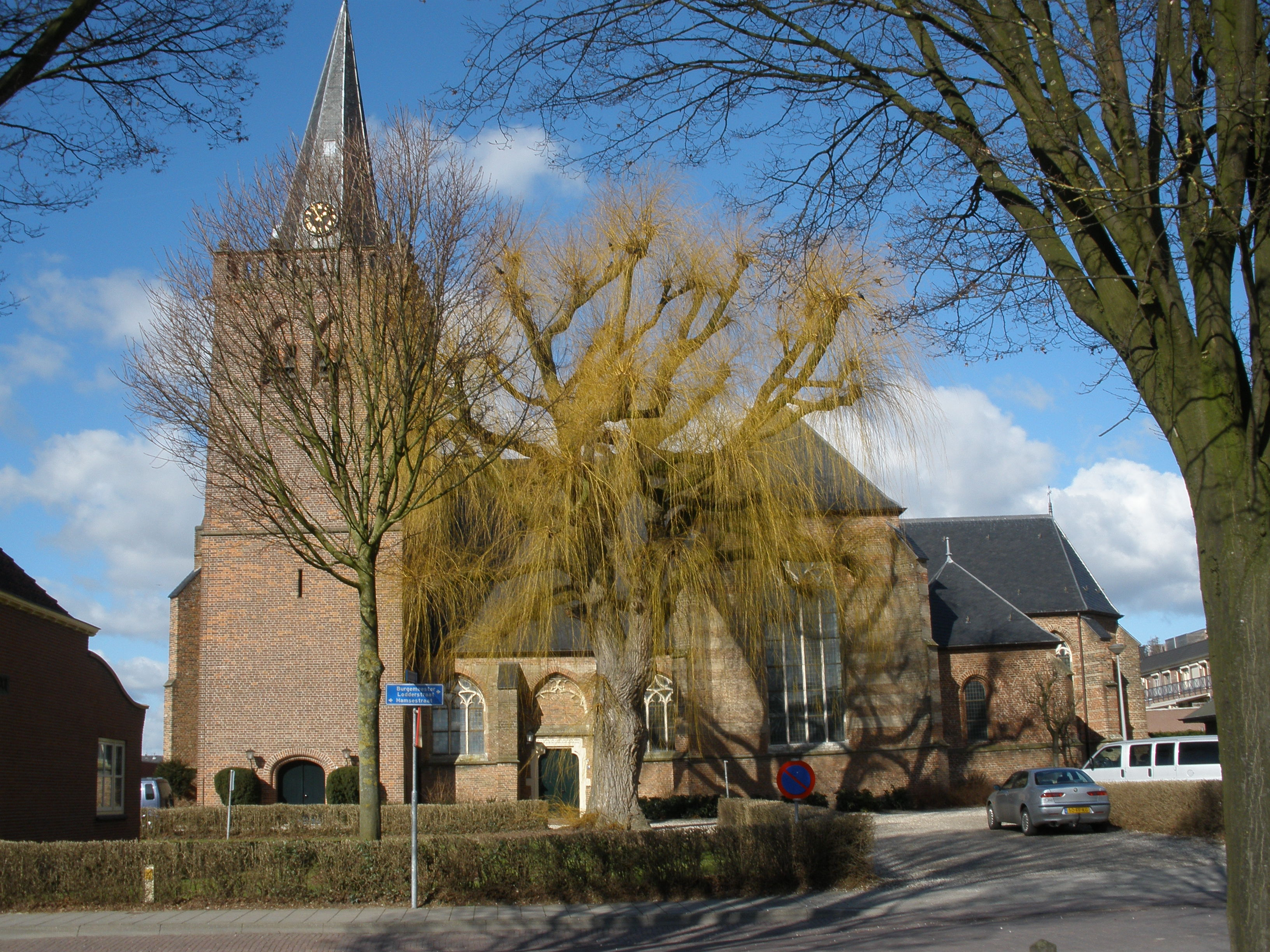
오페우덴은 개혁 된 회중을 회복했다

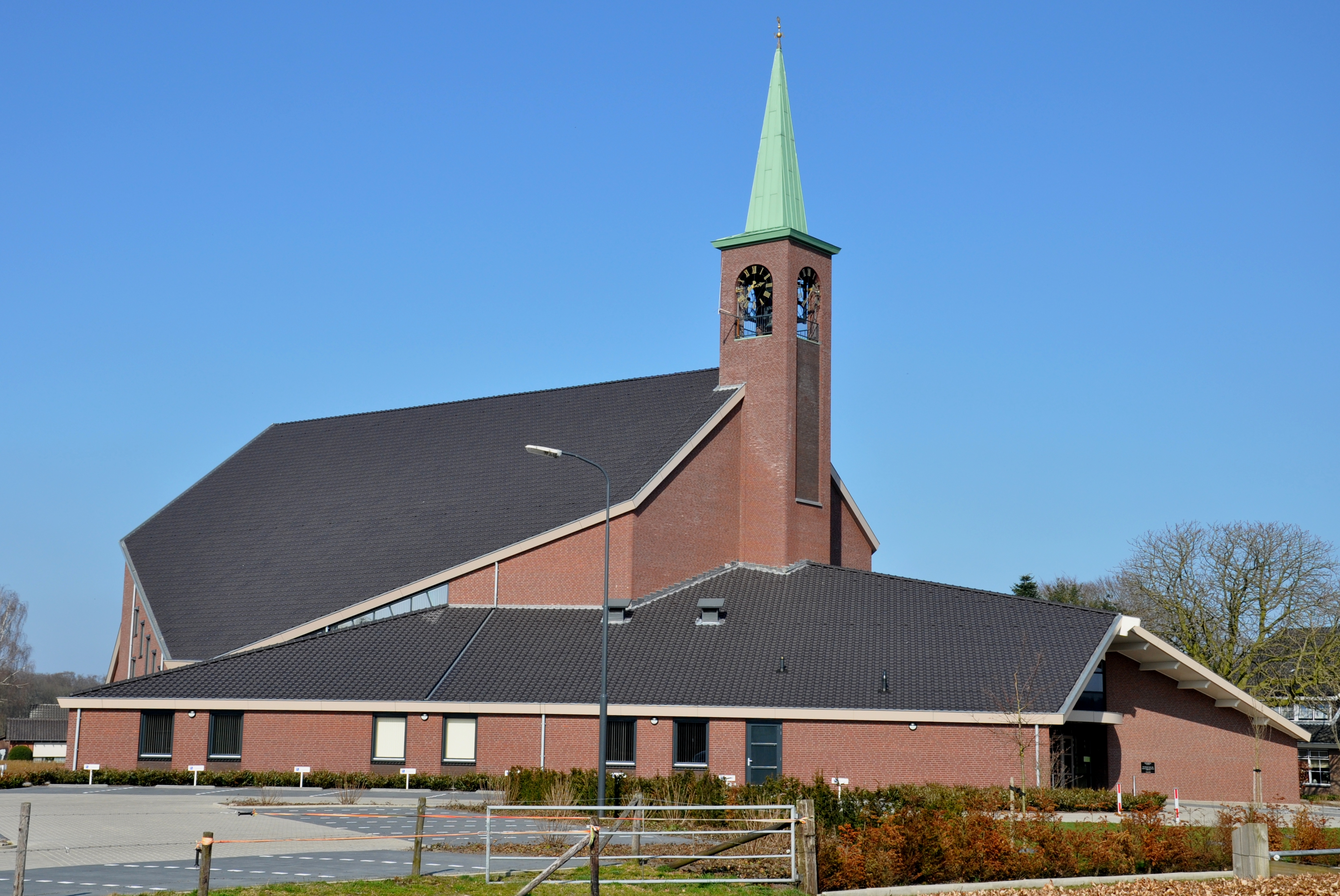
Elspeet가 개혁 교회를 회복 함

재건 개혁교회 (Restored Reformed Church, HHK )는 네덜란드에 있는 개혁 기독교 교파이다. 이 교회는 2004년에 시작되어서 네덜란드 개혁 교회에 속한 정통 개혁파이다.